# 闞維雍
闞維雍（1900年—1944年），原名庆福，号伯涵，祖籍安徽合肥，生于广西柳州。中华民国军事将领。

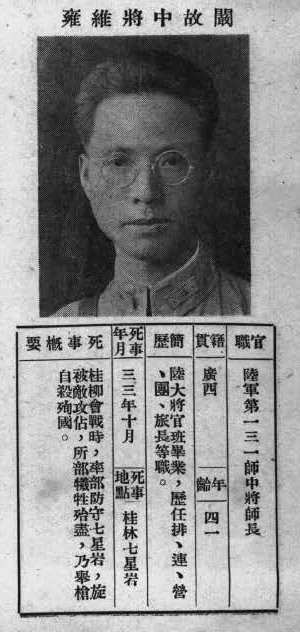
《抗戰軍人忠烈錄》（第一輯）中的闞維雍烈士遺像

## 生平
1900年8月29日出生于广西柳州的一个传统知识分子家庭。1907年入私塾开蒙。次年，他进入马平县两等小学就读。候先后入广州医科学校（中因战乱辍学）、广西陆军讲武学堂工兵科和中央陆军大学将官班第一期学习。早年入新桂系军队。1924年起历任广西绥靖督办第一军军部机要参谋、南宁中央军事政治学校第一分校（简称南宁军校）教官、广西陆军学校交通对上校队长，营长、师参谋处长、团长、师参谋长。1932年南京工兵学校学习。1933年毕业后，他奉命担任第十五军工兵营营长。1934年，阚维雍被委任为军校工兵队兼交通队上校队长。翌年10月，他又被委任为第四集团军司令部通讯兵团上校团长。1936年升任第四集团军交通兵团少将团长，1937年改任第五路军司令部交通处少将处长兼通讯兵团团长。 1939年入贵州遵义国民党陆军大学乙级将官班第一期。1940年4月，阚维雍从陆军大学毕业，即被委任为陆军第十九师副师长，不久又调任第三十一军参谋长，率部参加了桂南昆仑关战役。1942年任第一三一师少将师长，担任桂西南防务。
1944年8月桂柳會戰爆發，他奉命駐守廣西桂林。11月8日，日军使用毒气攻打七星岩，致所部守军三九一团800余名官兵全部牺牲。同时，所部三九二团于激战中伤亡甚重，团长吴展阵亡，三九三团亦伤亡殆尽。9日下午四时，桂林城防司令韦云淞于铁佛寺召开紧急军事会议，决定当晚午夜奔城突围。而阚坚持据守导致与韦意见不和，遂退席。当日晚，在师指挥所自杀殉职。第二天10日，桂林沦陷。日军入城后，接受第一三一师被俘官兵的要求，下令所俘官兵及日军官佐20余人，将阚维雍的遗体重新殡殓，葬于桂林城防司令部，并立一木牌，上书“支那陆军阚维雍将军之墓”，对其忠勇精神表示钦佩。

## 身后评价
国民政府于1945年10月追晋阚维雍为陆军中将师长，并于1946年3月29日为其举行国葬，陵墓设于桂林市七星岩博望坪，墓侧建有纪念亭，今为三将军及八百壮士墓，并于东镇路阚宅基地修建纪念塔。
中华人民共和国成立后，柳州市军管会按照政务院文件规定，承认阚维雍为抗日阵亡将士，追认为烈士，给其亲属颁发了“烈士家属”光荣匾。文革期间，阚维雍烈士墓及纪念亭均遭捣毁。1983年，经广西壮族自治区人民政府拨款，由桂林市政协和文物管理部门修复。1984年11月3日，广西壮族自治区人民政府决定追认阚维雍将军为革命烈士。同年11月26日，中华人民共和国民政部为其亲属颁发了“革命烈士证明书”，其中明确写道：“阚维雍同志在抗日战争中壮烈牺牲，经批准为革命烈士，特发此证，以资褒扬。”